# Jezierzyce Kościelne
Jezierzyce Kościelne (pol. hist. Jezierzyce) – wieś w Polsce położona w województwie wielkopolskim, w powiecie leszczyńskim, w gminie Włoszakowice, na skraju Przemęckiego Parku Krajobrazowego.

## Historia
Wieś pierwotnie związana była z Wielkopolską. Istnieje co najmniej od końca XIV wieku. Po raz pierwszy wymieniana w archiwalnym, łacińskojęzycznym falsyfikacie datowanym na 1399 pod nazwą Iezerzicze, 1415 Jerzerzicze, 1446 Jezerzicze, 1502 Jezyerzycze, 1510 Jezyerzicze, 1515 Gyezyerzycze, 1517 Yczerzicze, 1524 Jezerzycze, 1531 Yezyerzycze, 1563 Iezierzicze, 1564 Jezierzycze, 1566 Jezyerzicze.
Miejscowość była własnością szlachecką należącą do lokalnej szlachty wielkopolskiej z rodu Jezierzyckich, którzy od nazwy wsi przyjęli odmiejscowe nazwisko, Kotwiczów, Dłuskich, Gołanieckich. W 1450 wieś leżała w powiecie wschowskim Korony Królestwa Polskiego. W 1466 była siedzibą własnej parafii, a w 1510 należała do dekanatu Wschowa.
W latach 1399–1415 jako właściciele we wsi odnotowani zostali Mikołaj, Niklasz oraz Nikiel Kromnow Jezierzycki. W 1413 Nikiel oraz Janusz Kolnicki pozwani zostali przez Jakuba Żyda z Poznania o 10 grzywien kwoty głównej. W 1450 starosta wschowski Henryk Kotwicz z Gołanic sprzedał braciom niedzielnym Mikołajowi oraz Baltazarowi z Krzycka Wielkiego wieś Jezierzyce. W 1515 Kasper Dłuski, który posiadał wsie Gołanice oraz Jezierzyce zgodził się na ich wykupienie przez Mikołaja Gołanieckiego. W 1517 Kasper skarży Wawrzyńca Gołanieckiego o wypędzenie go z wsi Gołanice i Jezierzyce. W latach 1517–1518 Kasper Dłuski kupił z zastrzeżeniem prawa odkupu od braci niedzielnych Mikołaja i Wawrzyńca z Gołanic wieś Jezierzyce za 1000 złotych węgierskich. Bracia zezwolili Kasprowi na jego udział w połowach ryb w jeziorze gołanieckim. Gołanice były poprzednio zastawione Kasprowi przez Gołanieckich za 1000 złotych węgierskich i to z tej sumy Kasper sfinansował transakcję. W 1524 Mikołaj oraz Wawrzyniec Gołanieccy zawarli ugodę w sprawie podziału dóbr odziedziczonych w Gołanicach, Buczu oraz Grobi, zastrzegając ważność tej ugody aż do całkowitego wykupienia od Kaspra Dłuskiego dóbr w Jezierzycach. 
Wieś odnotowano również w historycznych rejestrach podatkowych. W 1510 wieś należała do pana Marcina, a we wsi odnotowano sołectwo z dwoma łanami, karczmę z jednym łanem, 13 łanów oraz 3 pręty osiadłe, 9 zagrodników osiadłych, a także jednego zagrodnika uprawiającego połowę łana, drugiego uprawiającego 0,5 łana opuszczonego oraz folwark. W 1531 podatki pobrano z 7 łanów oraz 7 prętów, 1,5 łana sołeckiego oraz karczmy. W 1535 miał miejsce pobór z 7,5 łana i 3 prętów, 1,5 łana sołeckiego oraz karczmy. W 1563 z 14,5 łana, karczmy w dzierżawie dziedzicznej, a także od komornika. W 1566 płatnikiem podatków we wsi był niejaki Gołaniecki, właściciel w Jezierzycach oraz w Gołanicach. Zapłacił on od 14,5 łana, karczmy, od 6 zagrodników i dwóch komorników. W 1579 podatki pobrano z 17 łanów, od 6 zagrodników bez roli, 7 komorników z bydłem, 4 komorników bez bydła, owczarza wypasającego 10 owiec, 3 zagrodników wolnych, 5 rzemieślników, dwóch wiatraków oraz młyna w dzierżawie dorocznej. Sołtys oraz 4 zagrodników zostali zwolnieni z podatków z powodu pożaru.
Kościół parafialny w Jezierzycach istniał już w XV wieku. W 1564 Jezierzyce oddawały dziesięcinę w postaci wiardunku z 8 łanów biskupowi poznańskiemu. W 1566 roku Jezierzyce wraz z sąsiednimi Gołanicami należało do Gołanickiego. W 1670 kościół podporządkowano parafii w Gołanicach. 
W wyniku II rozbioru Rzeczypospolitej w 1793, miejscowość przeszła w posiadanie Prus i jak cała Wielkopolska znalazła się w zaborze pruskim. Pod koniec XIX wieku używano nazwy Jezierzyce Niemieckie (niem. Jeseritz Deutsch), w odróżnieniu od Jezierzyc Polskich w powiecie kościańskim. Miejscowość należała wtedy do powiatu wschowskiego i liczyła 65 domostw oraz 463 mieszkańców (wśród nich 28 ewangelików)
W latach 1975–1998 miejscowość administracyjnie należała do województwa leszczyńskiego.
W Jezierzycach Kościelnych znajduje się zabytkowy drewniany kościół parafialny pw. św. Michała Archanioła z wieżą zbudowaną w 1806, ze starszym wyposażeniem. We wsi znajduje się również przydrożna kapliczka z I poł. XIX wieku.
Przez Jezierzyce przebiega niebieski szlak im. Karola Kurpińskiego, z Trzciela do Wąsosza.
We wsi znajduje się mleczarnia.